# Hulandgera, Chitapur
Hulandgera là một làng thuộc tehsil Chitapur, huyện Gulbarga, bang Karnataka, Ấn Độ.